# Nate Richert
Nathaniel Eric Richert (* 28. April 1978 in Saint Paul, Minnesota) ist ein US-amerikanischer Schauspieler. 

## Leben
Bekannt wurde Richert vor allem durch die Rolle des Harvey in der Fernsehserie Sabrina – Total Verhext!, die er von 1996 bis 2003 verkörperte. Im Jahr 2006 beendete er seine Schauspielkarriere und zog nach Schottland. Seit 2010 spielt er mit dem Komponisten C. Duck Anderson in einer Band.

## Filmografie (Auswahl)
- 1996–2003: Sabrina – Total Verhext! (Sabrina, the Teenage Witch, Fernsehserie, 123 Folgen)
- 1998: Ein Vater zum Küssen (The Tony Danza Show, Fernsehserie, Folge 1x12)
- 1998: Fantasy Island (Fernsehserie, Folge 1x07)
- 2000: Ein Hauch von Himmel (Touched by an Angel, Fernsehserie, Folge 6x20)
- 2001: Lovely & Amazing
- 2002: Piñata – Dämoneninsel (Demon Island)
- 2004: The Sure Hand of God
- 2004: Game Box 1.0
- 2006: H-e-n-r-y (Kurzfilm)
- 2024: Failure to Launch (Fernsehfilm)